# Lucie Dolanská Bányaiová
Lucie Dolanská Bányaiová (* 2. října 1974) je česká advokátka a vysokoškolská pedagožka, od prosince 2023 soudkyně Ústavního soudu ČR.

## Život
Vystudovala pražské Gymnázium Karla Sladkovského a následně Právnickou fakultu Univerzity Karlovy v Praze, kde postupně získala tituly JUDr. a Ph.D. (druhý jmenovaný v roce 2007). Má za sebou také studijní pobyty na Cardiffské univerzitě ve Velké Británii a Brandeisově univerzitě ve Spojených státech.
Lucie Dolanská Bányaiová je vdaná. Kromě mateřského jazyka hovoří anglicky, domluví se francouzsky. Její matkou je uznávaná členka rozhodčích tribunálů Alena Bányaiová, jejím otcem pak předseda Židovské obce v Praze František Bányai.

## Pracovní kariéra
V letech 2004 až 2010 pracovala jako advokátka v pražské advokátní kanceláři Salans, od roku 2010 je partnerkou ve vlastní advokátní kanceláři Bányaiová Vožehová. Svou praxi zaměřuje především na zastupování klientů v soudních a rozhodčích řízeních, na soutěžní právo, mezinárodní právo soukromé a evropské právo. Od roku 2004 je vedena v seznamu advokátů České advokátní komory, v říjnu 2021 byla zvolena do jejího představenstva.
Zastupovala významné společnosti v řízeních před Úřadem pro ochranu hospodářské soutěže v řízeních o soudním přezkumu vydaných správních rozhodnutí, včetně řízení před Tribunálem Evropské unie. Řadu úspěchů dosáhla při zastupování klientů ve sporech týkajících se nekalé soutěže. Díky své praxi v oblasti soutěžního práva a sporové agendy získala i znalosti právního prostředí v oborech IT, zemědělství a telekomunikace. Je zapsána na seznamu rozhodců Rozhodčího soudu při Hospodářské komoře ČR a Agrární komoře ČR.
Od roku 2008 je také externí vyučující na Právnické fakultě Univerzity Karlovy v Praze, kde vede semináře mezinárodního práva soukromého. Na stejné fakultě rovněž přednáší soutěžní právo zahraničním studentům v rámci programu LLM a Socrates/Erasmus.

### Kandidatura na ústavní soudkyni
Dne 26. října 2023 ji prezident ČR Petr Pavel navrhl Senátu PČR na post soudkyně Ústavního soudu ČR. Senát následně s jejím jmenováním soudcem Ústavního soudu vyslovil souhlas, dostala 53 hlasů od 71 hlasujících senátorů. Ústavní soudkyní ji prezident ČR Petr Pavel jmenoval na Pražském hradě dne 19. prosince 2023 společně se Zdeňkem Kühnem.